# Walter Hostert
Walter Hostert (* 19. Mai 1926 in Lüdenscheid; † 14. April 2008 ebenda) war ein deutscher Kommunalpolitiker und ehrenamtlicher Landrat (CDU).

## Leben und Beruf
Nach dem Besuch der Volksschule und des Gymnasiums, Absolvierung des Kriegsdienstes sowie einer Kriegsgefangenschaft, bestand er 1947 die Abiturprüfung. Anschließend studierte er Philologie an der Universität Münster und der Philosophisch-Theologischen Hochschule Paderborn. 1952 legte er das erste und 1954 das zweite Staatsexamen ab. Die Promotion zum Dr. phil. erfolgte 1954. Ab 1954 war Hostert an verschiedenen Gymnasien, zuletzt als Oberstudiendirektor am Bergstadt-Gymnasium in Lüdenscheid tätig.
Seit 1952 war er CDU-Mitglied. Unter anderem war er Kreisvorsitzender und im Landesvorstand Nordrhein-Westfalen der CDU.
Er war verheiratet und hatte vier Kinder.

## Abgeordneter
Mitglied des Stadtrates der Stadt Lüdenscheid war Hostert von 1953 bis 1958 und von 1961 bis 1976. Dem Kreistag des Märkischen Kreises gehörte er von 1975 bis 1999 an.
Vom 4. November 1968 bis 1989 war er Mitglied der Landschaftsversammlung des Landschaftsverbandes Westfalen-Lippe. Zeitweise war Hostert hier Fraktionsvorsitzender der CDU-Fraktion.

## Öffentliche Ämter
Von 1969 bis 1975 war er stellvertretender Bürgermeister in Lüdenscheid und vom 23. Mai 1975 bis 1994 Landrat des Märkischen Kreises.
Hostert war in verschiedenen Gremien des Landkreistages Nordrhein-Westfalen tätig.

## Sonstiges
Am 18. Februar 1981 wurde Hostert das Bundesverdienstkreuz am Bande und am 22. Dezember 1987 das Bundesverdienstkreuz I. Klasse verliehen. Daneben erhielt er zahlreiche weitere Ehrenzeichen. Er befasste sich intensiv mit der Geschichte seiner Heimatregion und Lüdenscheids. Zu seinen Monographien gehören z. B. das Lüdenscheider Knopfbuch: Uniformknöpfe, die Geschichte des Sauerländischen Gebirgsvereins und Lüdenscheid – Industriestadt auf den Bergen.